# Baranoff
Baranoff (Ryska:Барановы) är en svensk-baltisk adelsätt av rysk uradel. Ätten, vilken ingår i gruppen bajorer, adelssläkter från Ingermanland som under eller i anslutning till den Stora oredan i början av 1600-talet övergick från rysk i svensk tjänst, beviljades introduktion på svenska riddarhuset 1666, men blev aldrig inskriven. Den fortlever i Östersjöprovinserna, Ryssland och Tyskland.

## Medlemmar i urval
- Kassari Baranoff,  var i svensk tjänst. Gift med Maria Rehbinder, dotter till ryttmästaren Gotthard Rehbinder.